# Dysstroma citrata
Dysstroma citrata là một loài bướm đêm thuộc họ Geometridae. Nó được tìm thấy cả ở miền Cổ bắc và miền Tân bắc. Nó cũng được ghi nhận ở Ấn Độ.
Sải cánh dài 25–32 mm. Con trưởng thành bay từ tháng 7 đến tháng 8 ở Tây Âu và North America.
Ấu trùng ăn nhiều loại cây bụi và cây thân thảo khác nhau, bao gồm các loài Vaccinium như Vaccinium myrtillus và Vaccinium uliginosum cũng như Aster tripolium, Alnus và Salix.

## Phụ loài
- Dysstroma citrata citrata
- Dysstroma citrata katshadalarium Beljaev & Vasilenko, 2002 (Magadan, Kamchatka, Komandor Island, miền bắc Kurils)
- Dysstroma citrata nyiwonis  (Matsumura, 1925)
- Dysstroma citrata glacialis  (Hulst, 1898)

## Hình ảnh

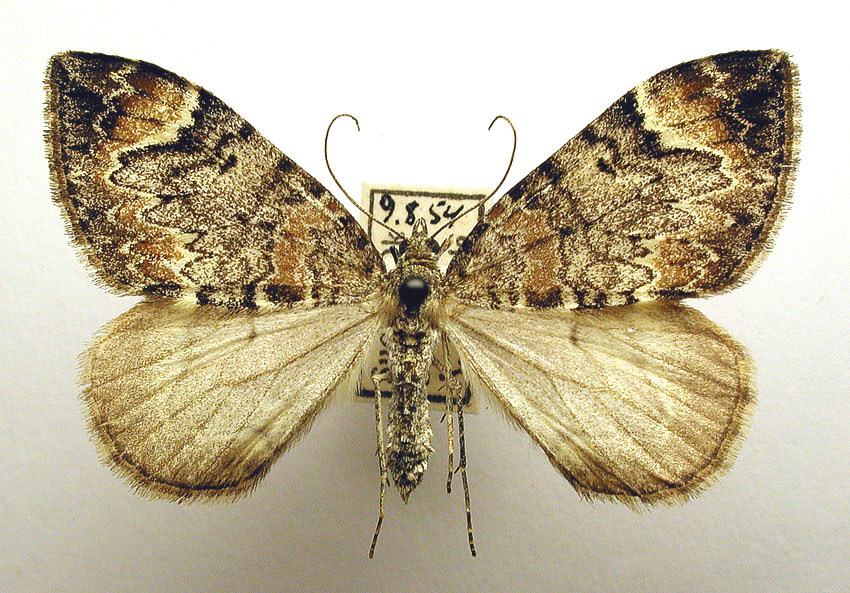
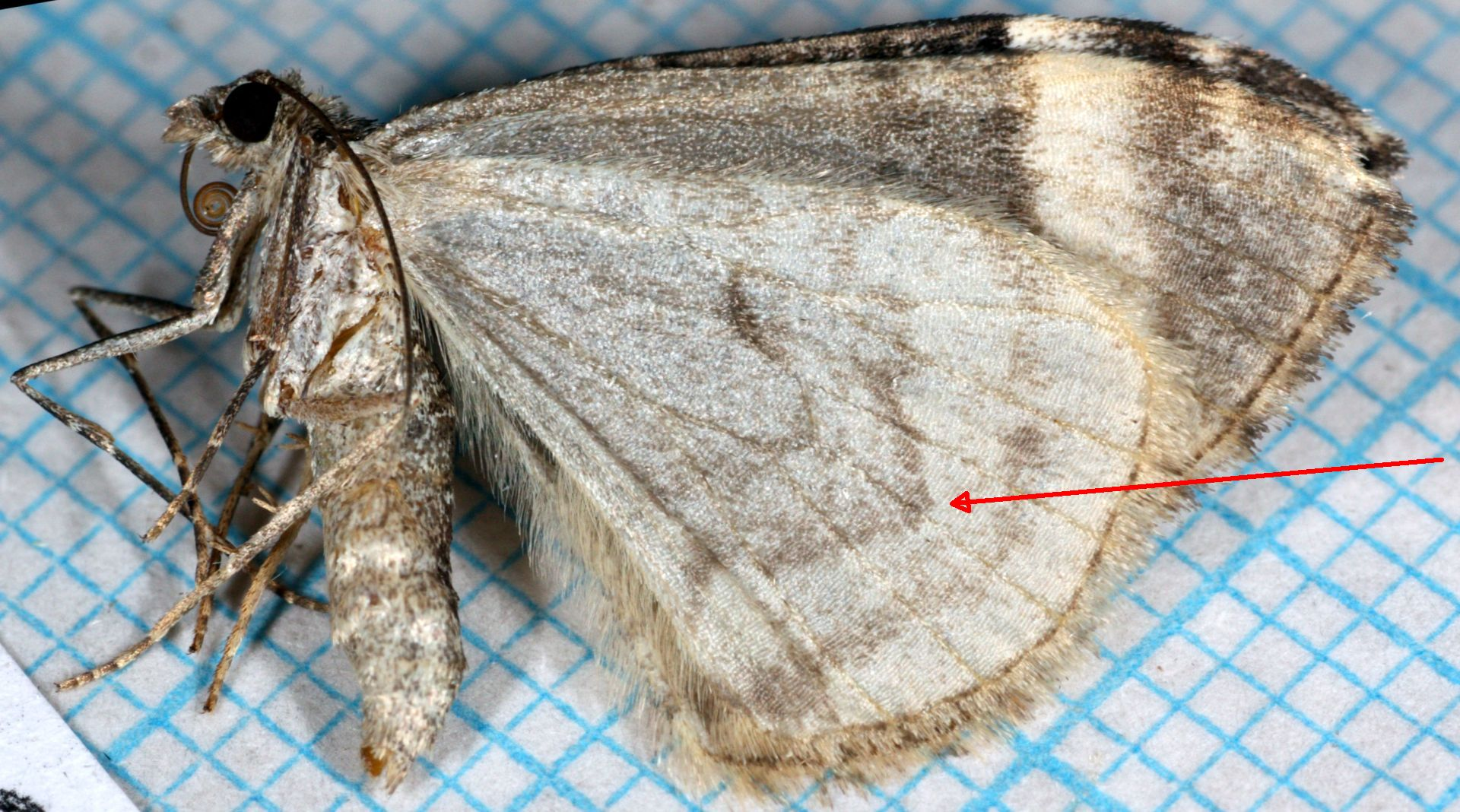
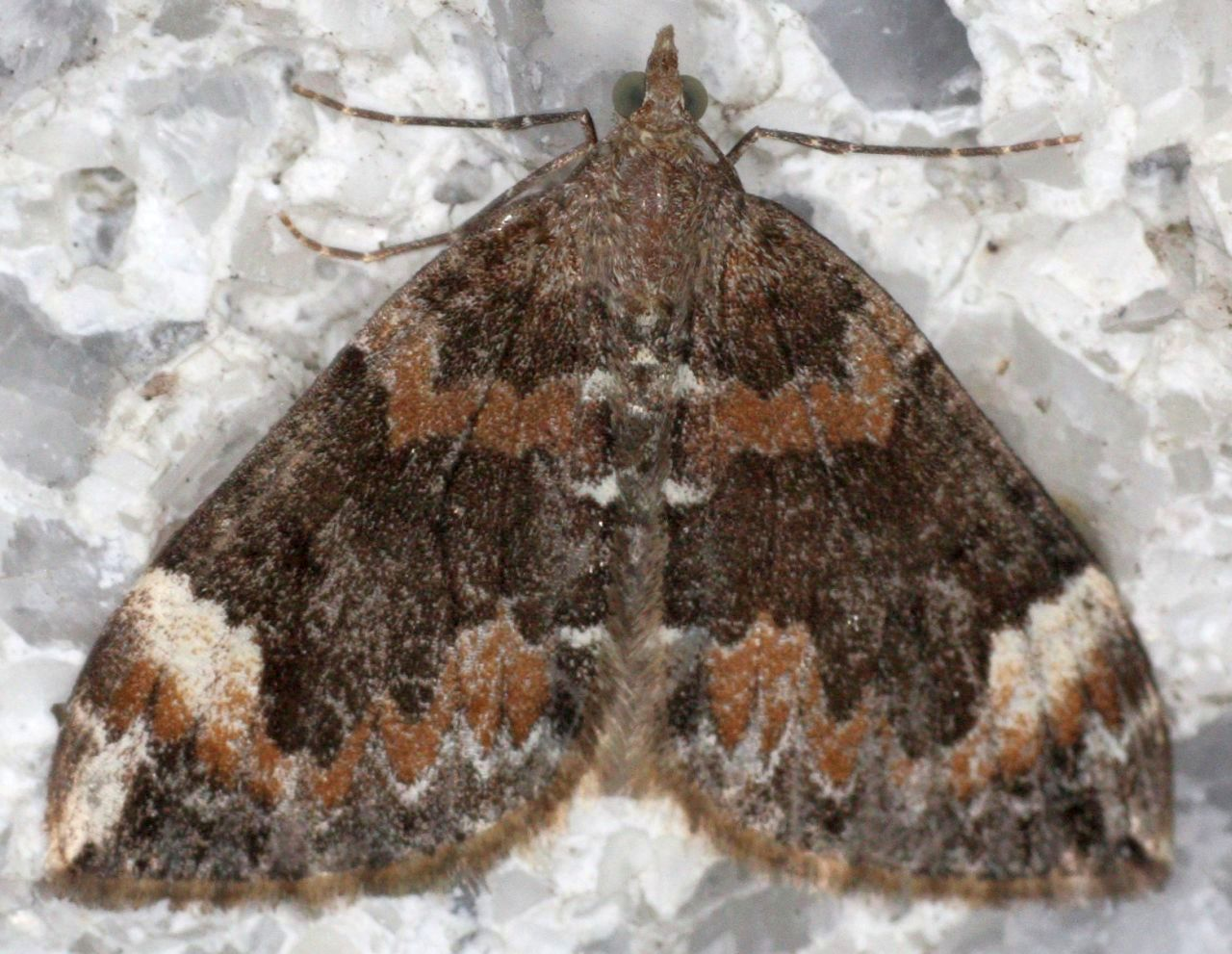